# Hemigrammus boesemani
Hemigrammus boesemani is een straalvinnige vissensoort uit de familie van de karperzalmen (Characidae). De wetenschappelijke naam van de soort is voor het eerst geldig gepubliceerd in 1959 door Géry.
Dit is een klein soort tetra van ten hoogste 2,7 cm lengte. De vis heeft een kenmerkende kegelachtige zwarte vlek op de wortel van de staart. De typelocatie is een kreek bij the Sinnamary in Frans Guiana. Ook in Suriname is hij bekend van de Saramacca, de Suriname, Commewijne en Marowijne. Er wordt ook een plek in de bovenamazone van Peru gemeld maar er is twijfel of dat om dezelfde soort gaat of dat het verspreidingsgebied veel groter is. De soorten van het grote geslacht Hemigrammus zijn aan revisie toe. Het visje leeft in kleine stroompjes aan de benedenrivieren en in kust moerassen. Het wordt ook in het Brokopondostuwmeer aangetroffen. Het kan in groten getale voorkomen.
Het visje wordt soms in aquaria gehouden. Het diertje is omnivoor en stelt weinig eisen aan zijn voeding. Het leeft graag in scholen.